# Trabajo irregular

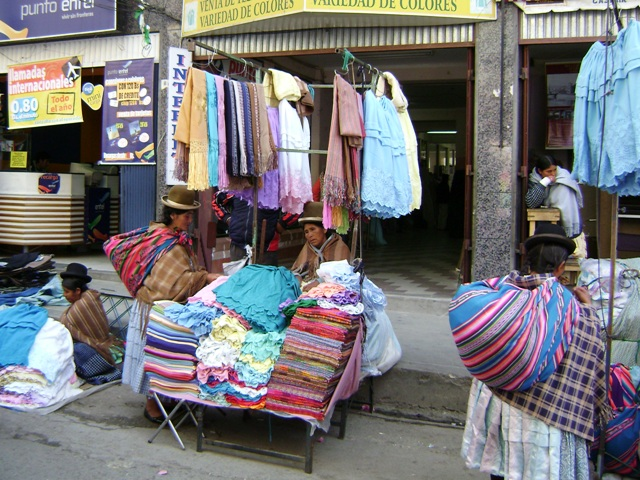
Trabajador informal en La Paz, Bolivia.

El empleo informal es todo empleo que no está registrado, regulado o protegido por marcos legales o normativos, ya sea un trabajo remunerado o no remunerado. Es decir, todo aquel empleo no registrado o bien inexactamente registrado (falsificación en fecha de ingreso en los recibos de sueldo, falsa remuneración) y  que por tanto no se encuentra en regla con las distintas normas o legislaciones. También se puede referir a ello coloquialmente como  trabajo en negro, trabajo en B o trabajo sumergido.
Si bien empleo y trabajo pueden entenderse igual, y que en muchas ocasiones es ocupado como sinónimo en distintas investigaciones, es preciso determinar que no son lo mismo, y más si se habla jurídicamente. Especialmente porque en las legislaciones de varios países hay regulaciones para cada concepto, incluso varios abogados de lo laboral plantean que en cada país se debe contar con un código del empleo para el trabajo formal regulado, y paralelamente haber una legislación laboral para quien ejerza una actividad física o intelectual por cuenta propia, en la denominada “auto ocupación” informal.  Ya que las normas y leyes determinan en primera línea lo que sería un empleo informal o formal, independientemente de las condiciones, jornada laboral y salario. 

## Definición
Este concepto de empleo informal retoma una gran relevancia en estudios económicos, principalmente, a partir de los años 90. Década en la que se da un proceso de industrialización en países en vías de desarrollo y que da nuevas formas a las relaciones laborales. Lo cual, en estos países se implementaron políticas neoliberales a sus marcos jurídicos, dándole una nueva visión al trabajo y en especial al trabajo remunerado. Nueva visón porque se empieza a estudiar como una actividad heterogénea que contempla factores tanto económicos, jurídicos,  sociales y políticos, además de la clara división entre empelo formal e informal.  Algunos autores como Gari Fields, un economista con diferentes investigaciones en economía laboral y que fue de los primeros en estudiar este fenómeno, abordó con mayor profundidad en sus características e implicaciones principales al empleo informal. 
Fields en su investigación "Labor market modelling and the urban informal sector: Theory and evidencellama" llamó al empleo informal como la "entrada fácil", ya que consideraba que la mayoría de las personas que estaban dentro de lo informal, era de manera voluntaria. Además partía de la premisa de que el trabajo informal del estrato superior es mejor y preferido al empleo en el sector formal, por ello es "voluntario".  También se aborda el papel de las  leyes, las cuales han incitado a las personas estar en la informalidad laboral, ya que las leyes restrictivas y tributarias son el factor principal para que varios trabajadores opten por el empleo informal. El contempla que de esta manera, se libera tanto al empleador como al empleado de cargas impositivas, que en la mayoría de los países son correspondientes a la jubilación y seguridad social, además  también al empleado no declara ante el gobierno el pago de los tributos directos correspondientes a los ingresos. Siendo lo anterior un problema en muchos países del mundo, tanto económico, social e incluso político.  
Es así que unos de los problemas para el desarrollo en Latinoamérica se encuentra fuertemente vinculado con los niveles de empelo informal. Entender la naturaleza de la informalidad es crucial para promover el desarrollo, dada sus implicaciones sobre factores como la productividad o la acumulación de habilidades. Por ello, se han desarrollado proyectos, dentro de organizaciones internacionales y regionales para que contemplé soluciones y recomendaciones, para bajar esas altas tasas de informalidad,  como lo son la Comisión Económica para América Latina (CEPAL). En esas distintas resoluciones y recomendaciones se explora el papel de los costos  de solicitar una permisos para el comercio,  las percepciones en cuanto a los beneficios potenciales de la formalidad, las sanciones por operar sin los instrumentos legales existentes, extensiones de las jornada laboral y la información sobre las instituciones jurídicas existentes para formalizarse, que son los principales debates y problemas de la informalidad laboral en la región.
Según un estudio de la Fundación de Estudios Financieros en 2013, en España, cerca de 4 millones de personas están realizando algún tipo de actividad laboral no declarada. De ellas, cerca de 1,3 millones serían personas que oficialmente se han declarado como desempleadas, y el resto trabajadores con alguna actividad laboral reconocida, pero que realizan una parte de la misma sin declarar. Un estudio experimental que contó con una muestra de 1 mil 046 microempresarios de Bolivia, no inscritos en FUNDAEMPRESA para 2012, concluyó que ofrecer información sobre potenciales beneficios de formalizarse, régimen tributario, sanciones e instituciones a las cuáles acudir, incide positivamente en la tenencia de instrumentos de formalización. Asimismo, un descuento del 50% sobre el costo de adquirir la matrícula no incrementa de manera significativa la obtención del instrumento. Por último, los impuestos dependientes del tamaño de las empresas podrían distorsionar algunas decisiones de aquellos establecimientos cuyos niveles de capital o ventas, por ejemplo, se encuentren alrededor de los umbrales definidos por las políticas.

## Empleo informal en México
En Latinoamérica hay tasas muy altas de informalidad laboral, la Organización Internacional del Trabajo en 2018, estimó que cerca del  53,1% de los trabajadores de la región se encontraban en esa condición. Por lo tanto, el empleo informal es una constante en la región y por ende en la economía de los distintos países, ya que son el sostén en muchas ocasiones del PIB y la economía local.  Se ha tratado de implementar nuevas políticas para incluir a estos trabajadores a la formalidad, pero la realidad es que hay diferentes obstáculos tanto económicos y sociales que no han permitido con facilidad a los gobiernos implementarlas, ya que la región cuenta con una brecha de desigualdad muy amplia.
México no se escapa de eso y según datos del Instituto Nacional de Estadística y Geografía el 55.2% de la población mayor de 15 años, se encuentra en la informalidad laboral, según datos del primer trimestre del 2022.  Lo cual nos dice que un gran porcentaje de la población, mayor de 15 años, no tiene prestaciones sociales importantes como un seguro de salud, vacaciones y créditos para vivienda. Lo anterior también ha desatado problemas sociales y las pequeñas tasas de seguridad social que posen los ciudadanos en México. Es así que es relevante como se toma la informalidad laboral en México y como se mide y que aspectos relevantes retoma el gobierno para implementar políticas públicas. 
Aunque el empleo informal en México se mide y abarca aspectos que en mediciones de la  Organización Internacional del Trabajo y otras organizaciones no retoman, ya que en el país se mide principalmente por el ramo de actividad económica y además de que no parten de que la informalidad es sinónimo de ilegalidad. El concepto operativo y en general de la informalidad, que retoma el INEGI, se basa en lo recomendado por Conferencia Internacional de Estadísticas del Trabajo (CIET) en sus ediciones XV Y XVII, los cuales toma a la informalidad en sus nuevas formas como en la subcontratación y la temporalidad de contratos. En estas conferencias se resaltan los aspectos más generales sobre las mediciones del empleo en el mundo, además que da recomendaciones sobre como abordar indicadores de trabajo, principalmente sobre trabajo decente y la economía informal.  Una herramienta en la que se puede ver reflejado es la encuesta que realiza el INEGI, que es la Encuesta Nacional de Ocupación y Empleo (ENOE), que es la principal fuente de información sobre el mercado laboral mexicano al ofrecer datos mensuales y trimestrales de la fuerza de trabajo, la ocupación, la informalidad laboral, la subocupación y la desocupación en la cual se datan la situación del empleo en México.
En el país se han intentado llevar a cabo leyes como la regulación de empresas, creación de censos de informalidad para el incentivo a la seguridad social, reformas tributarias más laxas, incluso exenciones, pero no han tenido un efecto relevante ante el fenómeno del empleo informal. Hay algunas cuestiones que pueden verse como regulaciones pero a la vez son barreras, como lo es el salario mínimo. Actualmente el salario mínimo ha sido un gran debate en cuestión de la necesidad de ingresos y lo que ha llevado a una parte de la población, irse a la informalidad laboral. Así mismo las condiciones y tiempo que tiene que pasar un empleado  para conseguir las diferentes prestaciones, hace que sea casi imposible pensar en la seguridad social y aspectos muy importantes a futuro como lo son las pensiones y seguros de vida.  Por ello se estima que las tasa sigua aumentando o bien estando en cerca del 50% - 60% de la informalidad laboral.

#### Empleo Informal dentro de lo formal.
Es común pensar que el sector informal es el único sector que contempla el empleo informal, pero en realidad no es así. Pero el INEGI define la totalidad de la ocupación o empleo informal, es decir el 55.2% de personas mayores de 15 años se da por la suma de personas ocupadas en el sector informal y personas ocupadas en condiciones de informalidad que operan fuera del sector informal. 
En el primer sector se encuentran las personas en el sector informal, ya sea como trabajadora independiente o dependiente, cuando la actividad se realiza en unidades económicas no incorporadas; es decir, en actividades no constituidas como empresas, instituciones o fuentes de trabajo con personalidad jurídica y económica propias, que además no estén registradas ante la Secretaría de Hacienda y Crédito Público y, por ende, no operen bajo las convenciones contables oficiales. El segundo comprende a: i) las personas que participan en modos de producción no formales en el ámbito agropecuario (trabajadores por cuenta propia en actividades agropecuarias de subsistencia); ii) todas las personas trabajadoras remuneradas no registradas en la seguridad social que trabajan para unidades económicas distintas del sector informal (hogares, explotaciones agrícolas, empresas e instituciones formales) que no tienen acceso a los servicios de salud de las instituciones de seguridad social por la vía laboral, y iii) las personas trabajadoras no remuneradas que operan fuera del sector informal, ya sea en actividades agrícolas o no agrícolas
Con lo anterior se puede deducir que dentro del sector formal hay empleo informal, que dentro de ese sector también hay condiciones que no permiten regular el empleo. En muchas ocasiones se da esto por las condiciones sociales y económicas, y respaldadas por las leyes mexicanas. Ya que antes del 2019, en México se permitía la Subcontratación, el cual no estaba contemplado en las instituciones del gobierno Es así que las condiciones del empleo informal fueron precarizándose con cierto respaldo de leyes y decisiones económicas del gobierno. 